# Typhonium hayatae
Typhonium hayatae är en kallaväxtart som beskrevs av Sriboonma och Jin Murata. Typhonium hayatae ingår i släktet Typhonium och familjen kallaväxter. Inga underarter finns listade.